# あやしいわーるど

あやしいわーるどのイメージ図

あやしいわーるど（Strange World）は、1990年代後半から2000年代初頭にかけて日本最大の規模を誇ったインターネット (World Wide Web) 上のアンダーグラウンドサイト群。サービス利用登録が必要で閉鎖的な交流が行われるパソコン通信の掲示板とは違い、インターネット上に開放的に構築されたアンダーグラウンドな社交場の嚆矢とされる。
当初の開設者は芝雅之（ハンドルはしば）。ぁゃιぃわーるどと表記される事も多い。
元々は1996年8月21日に開設され、1998年9月3日に閉鎖された芝雅之の管理するインターネット掲示板であったが、閉鎖後にその文化や様式を受け継いだサイト群をも指す。
しばのみが管理者を務めていた初期は単一のサイトに過ぎなかったが、その引退後はお互いに顔を知らない複数の管理者により、既存のあやしいわーるどの様式を独自解釈した掲示板やチャット、ウェブサイトが多数設立され、次第に自律分散的なネットワーク構造に移行した。そのため、全体を統括する管理者は存在せず、あやしいわーるど界隈（ぁ界）の全容を把握することは容易ではない。

## 概要
あやしいわーるどは主として複数の電子掲示板から成り立っており、多くは背景色が深緑色、文字色が白色という、黒板を模した見た目を踏襲している。取り扱われる話題は、一般社会では忌避されるアンダーグラウンド的なネタを中心として、さまざまな分野にわたっている。個々の掲示板を開設した者はいるものの、全体を統括する管理者というものは存在しない。初代掲示板の管理人であるしばでさえその全容は把握していなかったといわれ、しばが管理人を辞め掲示板が乱立するようになった後の全てを把握するのは困難である。
メインと呼ばれる交流の中心になる場では、単一の掲示板に同時に様々な話題の書き込みが行われ、常駐型の社交場として機能しており、一般人が気軽に足を踏み込めない雰囲気がある。場に常駐する人間＝あやしいわーるど掲示板に住んでいる人間、という発想から、常連の参加者はあやしいわーるど住民（住人・ぁ民）と呼ばれる。
1998年9月3日、カリスマ的存在であった初代掲示板の創設者にして管理人であるしばがあやしいわーるどを閉鎖した際に大量の難民が発生し、直後の9月6日にスレッドフロート型掲示板を実装したあめぞうなどに流出して、参加者があやしいの文化を外部へ伝えた。 その後、その文化はあめぞうから2ちゃんねるへ受け継がれたため、2chの初期の文化はあやしいわーるどの影響を受けている面が多々ある。例えば、ギコ猫の図案はあやしいわーるどで生まれたものであり、それも含めて、ドキュンなど日本のインターネットスラングは、あやしいわーるどが発祥であるものが少なくない。

### 狭義のあやしいわーるど
誕生の経緯
1995年3月20日にオウム真理教による地下鉄サリン事件が起こってしばらくすると、それを題材にした『霞ヶ関』という不謹慎ゲームが草の根BBSの一部に出回った。これを朝日新聞（1995年10月26日夕刊）が取り上げたことで大勢の人間を惹き付けることとなったが、パソコン通信大手であったNIFTYなどではゲームを入手できなかったため、それを求める声が続出した。たまたまそのゲームを所有していたしばは、求めに応じて何度かアップロードしていたが、すぐに事務局側に消去され、終いには警告メールまで送りつけられてしまう。そこで事務局が関与できない場で配布しようと起ち上げたのが「あやしいワールド」であった。
狭義のあやしいわーるどは、これに始まるしばが管理人を務めた時代の掲示板を言う。原理主義的立場では、この時代にのみアンダーグラウンドに相応しい社交が成立したとされるが、何を以て正統とするか、「真の」あやしいわーるどは終わったかどうかについての意見は分かれ、「おまえが心の中で思うかぎり、あやしいは存在しつづけるヽ(´ー｀)ノ」との言葉が合意を得るのみである。

### 広義のあやしいわーるど
広義のあやしいわーるどは、1998年の閉鎖後に乱立した掲示板群、さらにそれ以外にもさまざまなあやしいの名を冠したコミュニティを包含する。主なものとしては、iRC(あやしいわーるど@iRC)やメーリングリストがあげられるが、基本的にあやしいブランドは誰でも自由に使用できるため、さまざまな人が「あやしい」の名のもとにコミュニティを開設・運営している。サイトの運営方針に関する規約も無く「あやしいわーるど」というブランド名の使用が許可されている。多種多様な解釈により時代に合わせた文化的な発展を続けているとも、コミュニティとしての整合性を失い実質的には解体されてしまったとも言え、有名どころのあやしいわーるど掲示板の多くが閉鎖されてしまっても、いくつかはまだ残っている。
あやしいの名を冠する共同体の最大の特徴は、規律がないことである。掲示板に限らず日本のインターネット上の交流の場では、投稿の作法から始まって言葉遣いにいたるまで多種多様な規則・制約をユーザー同士で制定し、それをお互いに遵守すること自体が共同体の目的のひとつとなっているが、あやしいわーるどでは基本的にそのような制約は存在せず、煽り、騙りといった通常禁止ないし忌避されることも平然と行われ、各自が好き勝手に動いている。
しかし、あやしい全体を統括する明示的な規則がない一方、それぞれの場においては、管理人、固定ハンドルに代表される古参参加者により、振る舞いに対する暗黙の掟が課せられており、これに反した場合、よくて無視、でなければ厳しい批難の対象となった。仮にそれが管理人であった場合、板によっては書き込みもしくは閲覧自体を禁止されることもある。このような場特有の文化を踏まえるために、参加者には半年ROMが推奨され、それを終えた後もハンドルネームを記入しない"空白"での参加が一般的である。

### 衰退
かつては掲示板がネットにおける交流の主体だったが、SNSの隆盛もあり、2000年前後の最盛期と比較して利用者数が大幅に減少している。2010年代に入っても新規サイトが開設されてはいるものの、その数は最盛期と比べて極めて少なく、既存サイトも管理者不在による閉鎖が増えており、全体として縮小傾向にあるとは言える。

## 掲示板の形態
設立当初はNIFTY-Serveのホームパーティ、続いてインターネットに進出してからはデジタルエデン・県人会など既存の掲示板提供サイトを利用していた。莫大な書き込みが行われるあやしいわーるどが負担となったこともありそれらは閉鎖し、その後1997年にレンタルサーバーにネットサーフレスキューのMinibbs（Ver.3）を改造したものを設置して独自運営をするようになる。スレッドがないため基本的に投稿画面が１つしかなく、複数の話題を同時に進行する事は難しい。
あまり拡張性を意識せずに設計された元スクリプトへ引用付き返答機能や荒らし防止機能などを追加して次第に重くなり、1998年から2000年頃にかけて独自に開発され、荒らしとの抗争の中で発展したくずはすくりぷとが登場して以降は、それが事実上の標準と化した。いずれにせよ基本的な形態は踏襲されている。
メイン掲示板は、その仕様上すべての話題が同じ場所に投稿され、全ての参加者が閲覧、反応することになるため流れが早く、さまざまな話題を時間を掛けて扱うことは困難であるため、小規模な共同体を円滑に開設し、運営、活動、消滅できるように＠りみくす(Remix)と いう掲示板作成システムが開発され、広く利用されるようになった。REMIXは掲示板参加者が好きなトピック（話題）ごとに掲示板を自由に作成でき、書き込みが増えれば常時REMIX上で閲覧できるが、人気がない板はやがて消滅するという、トピック形式による掲示板のシステムをあやしいわーるどに応用したものである。
あやしいわーるど@ストロベリーにおいては、あやしいわーるど@暫定 (暫定退避)で実装されたツリー形式の表示が行われている。ツリー自体はあらゆる位置から「伸ばす」ことができるようになっているので、複数の話題が展開しても会話の流れが簡単に把握できる。

## 文化

### あやしいわーるどにおける感情表現
あやしいわーるどでは、半角カタカナや機種依存文字と並んで「ヽ(´ー｀)ノ」の様な特定の顔文字が多用される。喜怒哀楽の喜・楽に属する投稿には必ずと言って良いほど、文末で用いられてきた。近年行われたログサルベージの結果、1995年8月26日にセンターネットという草の根BBSの「ゲストさん一言2号館」へ書き込まれたヽ( ´ー`)ﾉ が発祥と考えられている。 その翌月から出現したゲストのハンドル名「あれれ」が複数回用いている事などから、最初の書き込み主は彼ではないかと推測されるが、もはや立証する手段はない。
尚、2008年現在では「ヽ(´ー｀)ノ」ではなく「(;´Д`)」の使用率がもっとも高くなっている。

### あやしいわーるどのソウルフード
外食チェーンである餃子の王将があやしいわーるど住人共通のソウルフードとなっていることに異を唱える者はあまり居ない。2000年ごろからあやしいわーるどIIを中心に盛んに話題となる。深夜帯など、低調時（投稿が少ない状態）には「将」「王」「の」「子」「餃」といった文字を順番に一文字ずつ投稿し、本人の投稿のみでこれが連続するとミッション完了という余興も存在する。さらに忘れてはならないのが、あやしいわーるど公式スナックとして名高いキャベツ太郎(通称:キャベシ太郎)である。良心的な値段・質・量、コミカルなキャラクター、駄菓子の持つサブカル的雰囲気などが相まってネタとしての魅力を引き立たせ、爆発的な人気を呼んだ。あやしいわーるど内のネタ投稿としてはもちろんのこと、写真をアップロードするときにも、ネタのアクセントとして被写体に含まれることも多い。

### 2ちゃんねるとの確執
抗争
2ちゃんねるはアンダーグラウンドな匿名掲示板への参加障壁をさらにひき下げ、新規参加者が入り込みやすい構造になっていたが、2000年5月3日に2ちゃんねるを利用していた少年による西鉄バスジャック事件が起きマスメディアで大々的に報道されたことで、ネット文化や歴史に詳しくない大量の新参が流入し、アングラ掲示板文化に染まるという流れができた。結果、ギコ猫など、あやしいわーるど発祥のマスコットや各種アスキーアート、スラング、半年ROMといった掟などを2ちゃんねる発祥だと誤解する者が多くなり、2000年8月、あやしいわーるどがそれらをパクッて使用していると思い込む者たちにより、2ちゃんねるのハッククラック板にあやしいわーるどを攻撃しようという内容のスレッドが立てられ、実際にあやしいわーるど系掲示板に対する無差別な荒らし行為が行われた。
そもそも、掲示板のシステムから文化までパクリで成り立っていた２ちゃんねるを快く思っていなかった所に、その自意識ばかりが肥大した振る舞いを見せつけられ、中でも、煽りや荒らしの横行するあやしいわーるど内でも礼節を以て交ることが守られていたはじめてのあやしいわーるどを荒らしたこと、また、以前から２ちゃんねるにより、あやしいわーるど住民のために設けられていたアップローダーの借用などが頻発していたこともあり、Remixに"@2ch抹殺"のトピックが設けられると反２ちゃんねる感情が一気に噴出した。それにより、あやしい住民やゲスッによる反撃スクリプトPhaser等のツールを用いたサーバー攻撃が行われ、2chの幾つかのサーバーが落ち、ログが失われるといった事件が起きる。攻撃は更に本格化する構えであったが、２ちゃんねる管理人であるひろゆきが当該トピックやあやしいわーるど掲示板を訪れ謝罪することで事態は一応鎮静化した。とはいえ、その後もあやしいわーるどにおける反２ちゃんねる感情は色濃く残り、そのスラングの使用や２ちゃんねるの話題を出すことは多くの掲示板で禁忌となった。
2ちゃんねるとの違い
2ちゃんねるに代表される中央集権型の掲示板は、中央の管理者による様々な統制や、自治による話題の規制、事後の削除など検閲下にあり自由な発言の行える掲示板とは言えず、何らかの理由でその中央が機能不全に陥ると全体が麻痺してしまう。それに対し、あやしいわーるどは、初代管理人であった「しば」の引退後は特に、複数の管理人が独自に運営する複数の掲示板のゆるやかな集合体となり、それぞれの管理人の個性が反映された掲示板またはチャットを利用者が好みで選べる形式へと変貌した。良い意味で捉えれば無政府状態で、官憲の干渉や局地的負荷攻撃にも耐えられる分散的存在形態となっている。そのためあやしいわーるどは、他の匿名掲示板と比べて一挙に崩壊しづらいと言える。
また交流の場である掲示板に直接宣伝広告を載せ、莫大な利益を上げる2chと異なり、あやしいわーるどの管理人はしば以来原則的に無償奉仕で掲示板などの場を提供している。

## アングラとあやしいわーるど

### Warez
有料ソフトウェアや音楽ファイル等をネットワークを通じて非合法にネットユーザー同士が交換・取得する事を一般にWarezと呼ぶが、この言葉が海外から伝わってきた日本のインターネット創成期において随一のアンダーグラウンド系掲示板と呼ばれ、日常的にハッキング等について書き込みが行われていたあやしいわーるどにおいても、Warezは地下活動的活動の１つとして多く話題にされた。
しかし、法規制が進んだ後のあやしいわーるどにおいては、一部の利用者が設置したWinMXサーバーやftpサーバーの利用によるWarezが小規模に行われる程度である。現在でも、Warez関連の書き込みに対する利用者の反応は他の掲示板に比べると寛容であるが、かつてのように日常的な話題としてWarezについて書き込まれることはあまりない。あやしいわーるどに限らず、二十一世紀に入って法整備と警察の取り締まりが進んだ日本のインターネットでは、Warez文化がかつてのように公然とは行われてはおらず、アンダーグラウンド全盛期に比べれば、ほぼ皆無と言っていいほどに少ない。

### 荒らし
1997年頃のあやしいわーるどにおいては、ハッキング等の話題の他に、掲示板荒らしについての話題も多かった。その中から、特に掲示板荒らしに興味を持つ「ゲスッ」と称する集団が派生し、あやしいわーるどを含め、数多くの掲示板を荒らし回った事もあった。

## 活発な活動が過去に認められたあやしいわーるど一覧

### しば直系
strange　(2006年4月15日 - 2013年)
しば主催。紆余曲折を経てはてなダイアリーを利用した個人ブログ形式で、住人以外のはてなユーザーのコメントも受け付けていたが、2013年に閉鎖。

### 本店系
あやしいわーるど@本店（1999年1月 - 2015年）
本店系の最大勢力。後述するリバース系の＠上海や＠暫定(暫定退避)と並んで、利用者はトップクラスの勢いを誇っていた。パソコン通信時代からの利用者が少なからず居り、保守的な存在であるため「しば時代」から続く本流であるとされている。一般的に、全あやしいわーるど中、平均年齢がもっとも高く、職を持つ者の割合ももっとも高い板として認知されている。管理人はds。管理人は、これまでに数回代替わりしている。現在の＠本店をds本店と呼び、それ以前の本店と別に評価する向きもある。2015年10月から管理人不在となり、全てのサービスが停止した。2018年時点で本店退避だけがかろうじて存続している。
あやしいわーるど日本＠本店（2003年3月 - 2005年12月）
本店固定の大和日本が「あやしいわーるど日本＠本店」を開設。 同年のエイプリルフールに大盛況となる。
あやしいわーるど＠支店（2006年9月26日 - ）
2006年9月25日に起きた、＠本店を標的とした大規模な荒らしのあと、＠退避本店として設立。＠本店が回復ののち、＠支店と名前を変え、存続することになった。＠本店に嫌気がさした一部住人が移住したが、それによって一部の本店原理主義的住人の反感を買うことになった。管理人はォヵュ。
本店退避カスタム（2006年10月8日 - ）
@退避本店が＠支店となったことにより、新たに本店の退避用掲示板として設立された掲示板である。＠本店および＠支店とは異なって管理人が高いスキルを持つため、web2.0的な多くの独自要素が付け加えられている。こちらは「退避」と名前に冠されているためか否定的評価は多くない。あやしいわーるどの名を冠さないところが特徴。管理人はAz。
あやしいわーるど＠さくら本店（2007年11月6日 - 2007年12月6日）
2007年11月上旬に起きた、上記＠本店系掲示板群を標的とした大規模な荒らしのあとに設立される。多くの荒らし対策が実装されている。本店・支店の荒らし耐性の弱さを嫌った住人が一部移住の意向を示していたものの、定住する住人が少なく管理人の意思によりごく僅かな期間で閉店した。管理人は七海。

### リバース系
あやしいわーるどII（1999年7月 - 2015年）
通称「ぁぃぁぃ」。かつてはリバース系の最大勢力だったが、2014年現在は@本店、@上海、@暫定(暫定退避)に次ぐ位置となっている。2015年秋に長期のサーバーダウンとなり2015/10/28に避難所が設立された。
あやしいわーるど＠エクストラ（1999年7月 - 2000年7月、2005年3月 - ）
あやしいわーるどIIと同時期に誕生。当時あやしいわーるどのメイン掲示板を巡ってIIなどと争っていたが、開設から1年で閉鎖。その後しばらくは大きな動きが見られなかったが、2005年に本格的に再開。
あやしいわーるど@クリスマス島（1999年9月 - ）
通称「クリ島」。あやしいわーるどIIの管理体制に反発した住人が結集して発足。1999年11月より現名称。
あやしいわーるどNG（2000年10月 - 2002年4月）
あやしいわーるどIIでアクセス規制された大量の難民を受け入れる為に設立され、のちに独立。一時期大きな賑わいを見せていた。
まったりわーるど（2000年12月 - ）
かつて存在していたあやしいわーるど@きんさんの流れを受け継いだ掲示板。@きんさんと同様に、まったりとした優しい雰囲気を好む者達が利用者層の中心となっており、あやしいわーるどにおいてはやや異色な掲示板と言える。
あやしいわーるど＠のぞみ（2002年2月 - ）
閉鎖されたあやしいわーるどNGの実質的な後継掲示板。かつてのNG住人の多くが@のぞみに移住し、勢いが落ち着いた現在も一定の勢力を保っている。

#### みらい系
あやしいわーるど@みらい（2000年2月 - 2005年3月）
あやしいわーるどIIでの大規模なアクセス制限に伴って発足。当初はIIの退避板として扱われていたが、IIを凌ぐほどにまで成長。その後2005年3月に閉鎖されるまで長期に渡ってリバース系最大勢力を誇った。
裏みらい（2001年12月 - ）
@みらいからの避難用掲示板として誕生。@みらいが閉鎖された後も存続。
あやしいわーるど@上海（2005年3月 - 2016年12月24日）
あやしいわーるど＠みらいの後継として発足。当初は@qwertyとして活動していたが、@上海に改名。@みらい閉鎖後のリバース系における最大級の勢力の一つであった。
2016年のクリスマス・イブに事前の予告通り閉鎖した。
あやしいわーるど＠ひなた（2005年11月 - ）
@上海で発生した難民向けに新たに設けられた掲示板。
リモートホスト晒しボタンなど危険な要素、罠も存在する。
あやしいわーるど＠みさお（2016年8月27日 - ）
あやしいわーるど@上海の退避として作られた掲示板。掲示板用AndroidアプリやGreasemonkeyの配布も行っている。現在のみらい系メイン

#### 暫定系
あやしいわーるど@暫定（2002年1月 - 2008年4月、2018年3月 -2025年7月31日 ）
あやしいわーるどIIの管理体制に反旗を翻した者達が建設した。管理人が複数というこれまでにない新しい管理体制で注目を集めたが、運営方針の違いなどによる内部分裂で機能停止、その座をあやしいわーるど@暫定(暫定退避)に譲る。その後は独自路線を歩む。2008年4月閉鎖。2010年4月までサポート運営を続けTwitter上に移転後、2018年3月に正式復活したが、2025年7月31日に、xdomainサーバーのサービス終了に伴い閉鎖。
あやしいわーるど@暫定 (暫定退避)（2003年3月 - 2018年9月28日）
あやしいわーるど＠暫定（2002年1月 - ）の一時機能停止に伴い発足。1年近く後になって@暫定の機能が復旧したが、その後も@暫定(暫定退避)がメイン掲示板として使用されている。リバース系における最大級の勢力の一つであった。
あやしいわーるど＠おこめ.暫暫定(2018年10月1日 - ）
現状あやしいわーるど@暫定 (暫定退避)の後継。現在の暫定系メイン

### 独立系
あやしいわーるどメイソ掲示板（1998年9月 - ）
現在、最も古くから存在するあやしいわーるど掲示板。
はじめてのあやしいわーるど@ふぁみーる（1999年2月 - ）
メイソ掲示板と同じくリバース系掲示板の誕生以前から存在する掲示板。
あやしいわーるど＠呂布
メイン掲示板の一つ。
なぞ掲示板
困った人の隔離場所として始まったが、黒背景に赤文字、さらにタグなどが許される実験色の強いスクリプトで、独自の前衛的文化を持つ。
あやしいわーるど@ストロベリー（2011年6月 - ）
あやしいわーるど初のツリー表示形式に特化した掲示板。
2014年に「あやしいわーるど＠なごみ」に改名した。
現在はなごみとその付属掲示板「上部構造」が統合されている。
アブナイ掲示板
もっとも攻撃的姿勢の強い利用者が集う。

### その他
りみくす@くりすます島（1999年5月 - ）
テーマに特化した話題を行うための私書箱型掲示板。のちに管理権が@クリスマス島の管理人に譲渡され、@クリスマス島の傘下になる。
あやしいわーるど@iRC（2000年4月 - ）
匿名IRCチャンネル。
あやしいわーるど＠九龍（2002年5月15日 - ）
あやしいわーるどと涙枯れるまで泣く方がいいかものリンク集を併設したサイト。
あやしいわーるど＠ココス諸島（2003年7月 - ）
一時はホスティングサービスもしていた（2006年1月で終了）。
あやしいわーるど＠MSN（2004年10月21日 - ）
匿名MSNメッセンジャーでつなげるチャットシステム。
あやしいわーるど＠アメーバ支店
Amebaグルっぽで行っているが書き込みが少ない。
あやしいわーるど＠森（2013年3月6日 - ）
旧名はあやしいわーるど＠うさだの森。
管理人が独自にフルスクラッチ開発したCGIを使用。管理・開発ともに活発。